# 産田健一郎
産田 健一郎 (おぶた けんいちろう)は日本の航空技術者である。

## 来歴・人物

### 生い立ち
高知県いの町八田出身。農家の長男として生まれる。県の高校を卒業後、三菱内燃機製造（現在の三菱重工業）に入社。
少年期、家庭は決して裕福ではなかった。飛行機模型を作る為に弟や妹を言いくるめて小遣いをまきあげ、それを元手に製作した模型飛行機を弟達と一緒に近所を流れる仁淀川の河原で飛ばしていたほどの飛行機好きのであった。

### 航空技術者として
高卒ながら堀越二郎率いる零式艦上戦闘機設計チームに参加している。動力艤装班に所属していた。
晩年は高知の実家にもどり、農業を営んでいた。

### 小説
- 柳田邦男著『零式戦闘機』文藝春秋、1980年。ISBN 9784167240011
- 渡部真一著『零戦　99の謎』二見書房、2006年。ISBN 9784576061238

| スタブアイコン | サブスタブ | この項目は、まだ閲覧者の調べものの参照としては役立たない、工学・技術に関連した書きかけの項目です。この項目を加筆・訂正などしてくださる協力者を求めています。 |